# 裂舌橐吾
裂舌橐吾（学名：Ligularia stenoglossa）为菊科橐吾属的植物，为中国的特有植物。分布在中国大陆的云南等地，生长于海拔2,100米至4,000米的地区，见于林下和山坡，目前尚未由人工引种栽培。